# Cat the Ripper 13人目の探偵士
Cat the Ripper 13人目の探偵士（キャット・ザ・リパー　じゅうさんにんめのたんていし）は、1997年7月17日発売されたプレイステーション&セガサターン用ゲームソフト。基本的な操作は全てポインタで行う。PS版はマウスにも対応。山口雅也が1993年に発表したゲームブックおよび推理小説であるキッド・ピストルズシリーズの長編『13人目の探偵士』を原作とする。
物語は記憶喪失の状態となっている主人公の目覚めから始まる。主人公の前にはクリストファー・ブラウニングの死体が転がっていた。探偵士狙いで殺人を繰り返す殺人鬼"キャット・ザ・リパー"。主人公は殺人の疑いを晴らすため3人の探偵士と協力して謎解きをしていくことになる。

## 登場人物
選べる探偵士は性格や行動に特徴のある3人から。選んだ探偵士によって物語の展開が変わってくる。
ヘンリー・ブル (密室派探偵)
声：
マイク・D・バーロウ (ハードボイルド派探偵)
声：
ベヴァリー・ルイス (理論派探偵)
声：

## キャスト
出演声優はアーツビジョンに所属していた声優が多い。
- 二又一成　　　　宮田浩徳
- 上田祐司　　　　吉川虎範
- 橘ひかり　　　　まるたまり
- 水鳥鐵夫　　　　半場友恵
- 徳丸完　　　　　山崎美佳
- 石井七央子　　　ハゲタ・コウ
- 野本礼三　　　　マダガスカル・タカ
- 細井治　　　　　ナカムラブラザーズ